# Фасциотомия
Фасциотомия (англ. Fasciotomy) — хирургическая процедура, при которой фасция разрезается для снятия натяжения или давления с целью лечения возникающей в результате потери кровообращения в области ткани или мышцы. Фасциотомия позволяет сохранить конечность при лечении острого компартмент-синдрома. Она также иногда используется для лечения синдрома хронического стресса. Процедура имеет очень высокий уровень успеха, при этом наиболее распространенной проблемой является случайное повреждение близлежащего нерва.

## Показания
Компартмент-синдром является одним из состояний, при которых может быть показана фасциотомия. Также показаниями для фасциотомии являются следующие травмы:
- Размозжённые раны[2];
- Спортсмены, получившие одну или несколько серьёзных травм от удара;
- Люди с сильными ожогами;
- Люди с сильным избыточным весом;
- Жертвы змеиных укусов, но данные показания встречаются редко[3].